# Krzysztof Piątek
Krzysztof Piątek (ur. 1 lipca 1995 w Dzierżoniowie) – polski piłkarz, występujący na pozycji napastnika w katarskim klubie Al-Duhail. Od 2018 reprezentant Polski w piłce nożnej. Uczestnik Mistrzostw Europy U-21 2017, Mistrzostw Świata 2022 i Mistrzostw Europy 2024.

## Kariera klubowa

### Początki
Treningi piłkarskie rozpoczął w dziecięcym zespole Niemczanki Niemcza, w kwietniu 2006 przeszedł do UKS Dziewiątki Dzierżoniów, a w 2011 do Lechii Dzierżoniów, w barwach której w wieku 17 lat zadebiutował w III lidze. 

### Zagłębie Lubin
W 2013 został graczem Zagłębia Lubin. Początkowo występował w drużynie rezerw, jednak krótko po zmianie trenera pierwszego zespołu z Oresta Lenczyka na Piotra Stokowca, Piątek zaczął trenować z pierwszą drużyną. 14 maja 2014 zadebiutował w Ekstraklasie. Następny sezon z Zagłębiem rozpoczynał już w I lidze. Pierwszą bramkę w profesjonalnej karierze strzelił 12 września 2014 w meczu przeciwko Chrobremu Głogów, a pierwszy dublet zanotował 31 października przeciwko Widzewowi Łódź. Łącznie w sezonie 2014/2015, Piątek rozegrał 30 spotkań ligowych i trafiał do bramki rywali 8 razy, pomagając przy tym swojemu zespołowi uzyskać awans do Ekstraklasy. Pierwszy gol na najwyższym szczeblu rozgrywkowym strzelił 14 sierpnia 2015 przeciwko Lechowi Poznań. W dalszej części rozgrywek pokonywał bramkarza jeszcze pięć kolejnych razy, czym przysłużył się w zdobyciu przez Miedziowych brązowego medalu oraz awansu do europejskich pucharów. Kolejny sezon rozpoczął z Zagłębiem od wysokiego zwycięstwa 4:0 nad Koroną Kielce, w którym strzelił bramkę, a także od wyeliminowania z rozgrywek Ligi Europy zespołów Sławii Sofia i Partizana Belgrad. Łącznie rozegrał dla dolnośląskiego klubu 85 spotkań, w których trafiał 18 razy.

### Cracovia
W sierpniu 2016 został sprzedany za kwotę 500 tys. euro do Cracovii, z którą podpisał czteroletni kontrakt. W drużynie Pasów pierwszy mecz rozegrał 8 września 2016 przeciwko Lechii Gdańsk, wchodząc na boisko w 71. minucie. Łącznie dla krakowskiego zespołu rozegrał 65 spotkań i zdobył 32 bramki.

### Genoa
Na początku czerwca 2018 przeszedł za kwotę 4 mln euro do włoskiego klubu Genoa CFC, występującej we włoskiej Serie A. W debiutanckim sparingu przeciwko Val Stubai zdobył pięć bramek i zaliczył asystę, natomiast w pierwszym meczu Pucharu Włoch trafił do bramki czterokrotnie, wygrywając tym samym spotkanie 1/32 finału z Lecce. 23 września 2018 stał się pierwszym po Szewczence piłkarzem, który strzelił pięć bramek w pierwszych czterech meczach Serie A.

### Milan

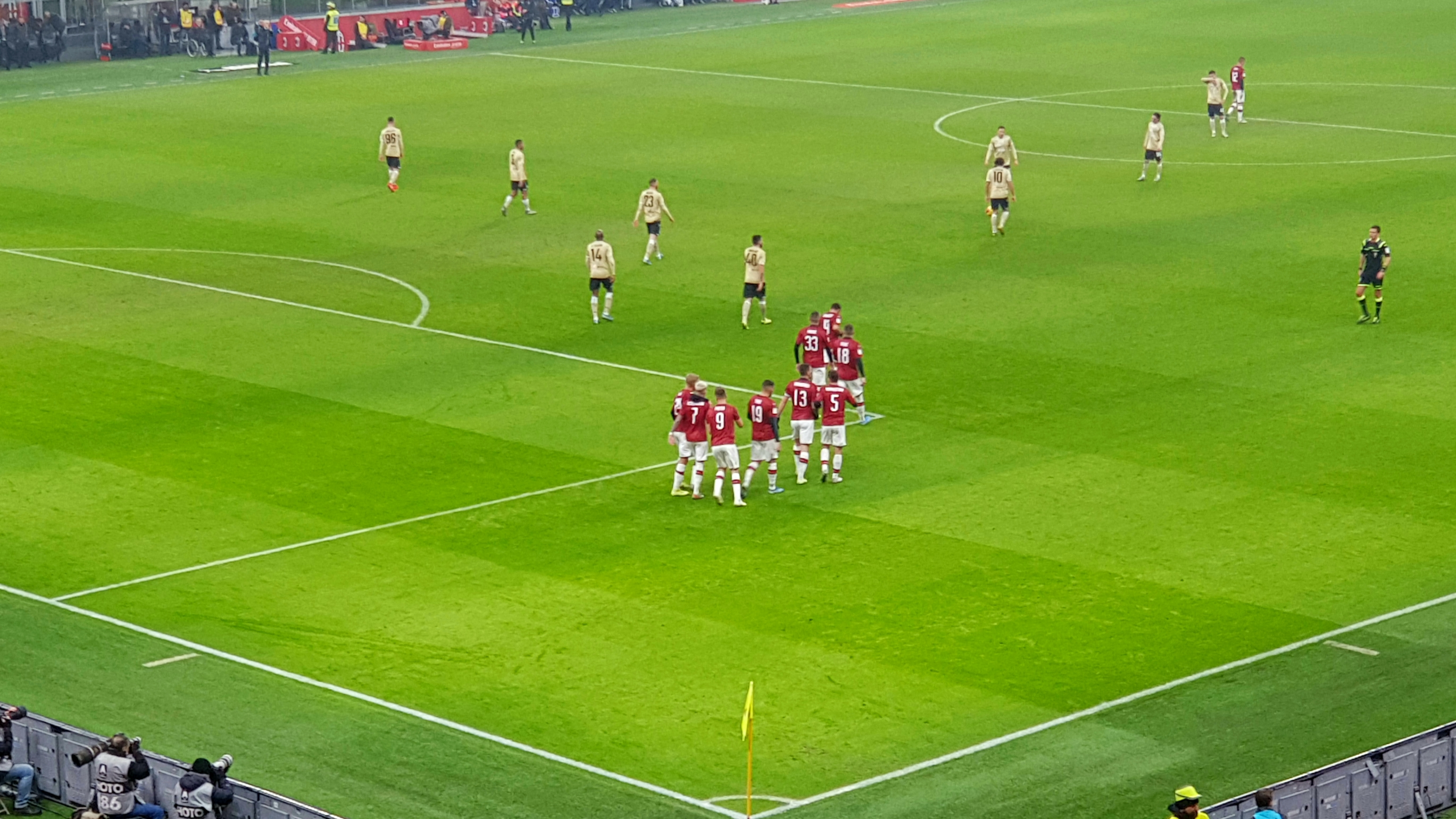
Krzysztof Piątek (z numerem 9) podczas meczu Milanu (2020)

23 stycznia 2019 został zawodnikiem AC Milan, wiążąc się kontraktem ważnym do 30 czerwca 2023. W wyniku tego transferu opiewającego na 35 mln euro został najdroższym polskim zawodnikiem w historii. 
26 stycznia zadebiutował w barwach AC Milan w ligowym spotkaniu przeciwko SSC Napoli, wchodząc na boisko w 72. minucie meczu za Patricka Cutrone. Trzy dni później po raz pierwszy wystąpił w pierwszym składzie AC Milan w ćwierćfinale Pucharu Włoch przeciwko SSC Napoli, zdobywając dwie bramki, które przesądziły o wyniku spotkania (2:0). W sezonie 2018/2019 został królem strzelców Pucharu Włoch zdobywając 8 bramek w 5 meczach tych rozgrywek. 
Swoją "cieszynkę" okazywaną po strzeleniu goli, a polegającą na skrzyżowaniu rąk i udawaniu oddawania strzałów z rewolwerów, zastrzegł jako znak towarowy. Od tego zachowania przylgnął do niego pseudonim "Il Pistolero".

### Hertha
30 stycznia 2020 przeszedł do niemieckiego klubu Hertha BSC, podpisując umowę do 30 czerwca 2025. W klubie zadebiutował 31 stycznia 2020, wchodząc w 63. minucie za Mariusa Wolfa w zremisowanym meczu 0:0 z FC Schalke 04. Pierwszą bramkę w nowych barwach zanotował 4 lutego w przegranym spotkaniu Pucharu Niemiec 2:3 meczu z Schalke 04 Gelsenkirchen. Pierwszą bramkę w Bundeslidze strzelił w zremisowanym 3:3 meczu z Fortuną Düsseldorf. Kolejną bramkę zdobył w meczu z RB Lipsk, pewnie wykorzystując rzut karny i ustalając wynik na 2:2. 30 maja ponownie wpisał się na listę strzelców, wchodząc z ławki rezerwowych, ustalił wynik spotkania na 2:0 przeciwko Augsburgowi. Pierwszy sezon w Bundeslidze zakończył z 15 rozegranymi spotkaniami, w których strzelił 4 bramki. W sezonie 2020/2021 Piątek zdobył 7 bramek w 32 meczach we wszystkich rozgrywkach, co nie było zadowalającym wynikiem i w następnym sezonie zagrał w zaledwie 9 spotkaniach notując 1 trafienie.

### Fiorentina
W styczniu 2022 został wypożyczony do włoskiego klubu ACF Fiorentina. Polak zaliczył dobry start, szybko strzelając 3 bramki, jednak po jakimś czasie musiał ustąpić miejsca w pierwszym składzie. W sezonie 2021/2022 w barwach Fiorentiny strzelił 6 bramek w 18 meczach we wszystkich rozgrywkach.

### Salernitana
1 września 2022 udał się na wypożyczenie do Salernitany, z opcją wykupu za 8 milionów euro. We włoskim klubie zadebiutował pięć dni po podpisaniu kontraktu, występując w meczu z Empoli (2:2). 11 września, w starciu z Juventusem, Piątek strzelił pierwszą bramkę w barwach Salernitany. Łącznie w sezonie 2022/2023 strzelił cztery bramki, rozgrywając 33 mecze, a Salernitana nie zdecydowała się go wykupić z Herthy Berlin.

### İstanbul Başakşehir
18 lipca 2023 został zawodnikiem İstanbul Başakşehir, z którym związał się trzyletnim kontraktem. W klubie zadebiutował 14 sierpnia w meczu z Alanyasporem. 5 listopada strzelił dwa pierwsze gole dla drużyny w meczu przeciwko Ankaragücü. 19 grudnia zdobył kolejny dublet – w meczu przeciwko Sivassporowi (3:1), w którym strzelił obie bramki skutecznie wykorzystując rzut karny. 28 stycznia 2024, w wygranym 3:2 meczu z Konyasporem, Piątek skompletował hat-tricka, dzięki czemu zanotował 10 trafień w sezonie. W kolejnym meczu, przeciwko İstanbulsporowi (2:0), Piątek strzelił oba gole dla swojego zespołu. W ostatniej ligowej 38. kolejce meczowej, w starciu przeciwko Adanie Demirspor, Piątek zanotował hat-tricka. Dzięki trafieniom sezon zakończył z rozegranymi 34 meczami, zdobywając 17 bramek i zostając czwartym najlepszym strzelcem Süper Lig (ex aequo z Mame Thiamem).
Sezon 2024/2025 rozpoczął od strzelenia gola przeciwko La Florcie w ramach kwalifikacji do Ligi Konferencji. 1 sierpnia 2024 w meczu rewanżowym strzelił dwie bramki, a jego drużyna zwyciężyła 4:0. 1 września w wygranym 5:2 starciu z Antalyasporem w ramach ligi turckiej, Piątek zanotował trzy trafienia w ciągu 17 minut. 2 października strzelił bramkę w meczu fazy ligowej Ligi Konferencji w meczu z Rapidem Wiedeń (1:2). 30 listopada zdobył dwa gole i zanotował asystę w spotkaniu z Göztepe. 12 grudnia strzelił gola i zanotował asystę w wygranym 3:1 meczu przeciwko Heidenheim w ramach Ligi Konferencji. Tydzień później również zdobył bramkę – tym razem w meczu z Cercle Brugge (1:1). Pomimo dobrej formy Piątka, który w fazie grupowej strzelił pięć goli w sześciu grupowych meczach, İstanbul Başakşehir odpadł z rozgrywek. 23 grudnia w meczu 17. kolejki Süper Lig z Kasımpaşą zanotował dwa trafienia, dzięki czemu rok 2024 zakończył jako lider klasyfikacji strzelców Süper Lig z 12 golami na koncie. Z 38 golami w barwach İstanbulu Piątek został czwartym najlepszym strzelcem w historii klubu.

### Al-Duhail
2 czerwca 2025 został zawodnikiem katarskiego Al-Duhail. 

## Kariera reprezentacyjna

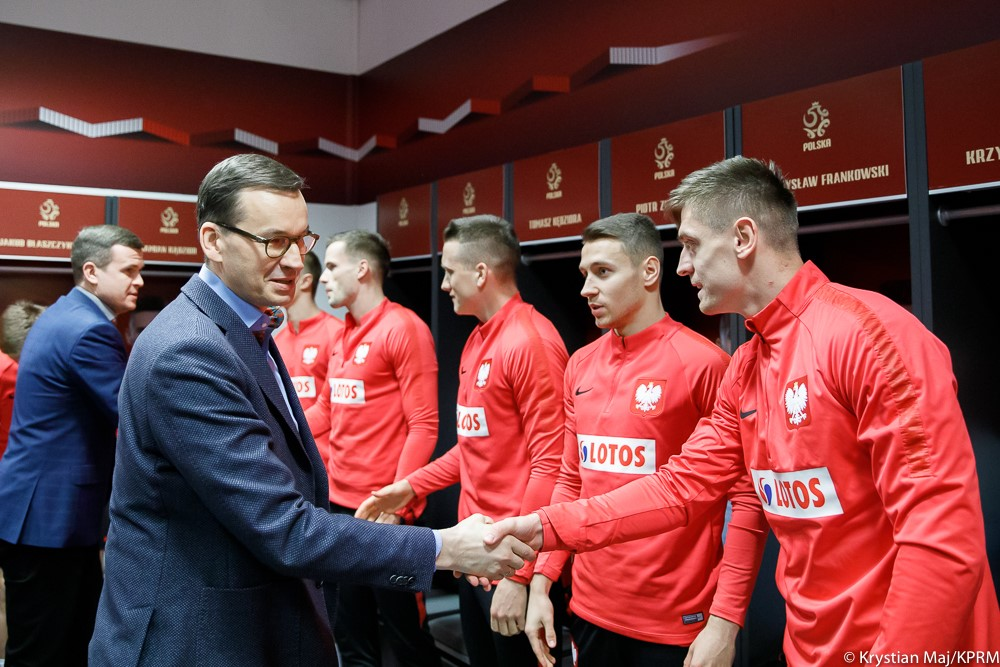
Krzysztof Piątek i premier Mateusz Morawiecki (2019)

Pierwszy występ w barwach narodowych zanotował w reprezentacji Polski U-20 w czerwcu 2015 podczas meczu towarzyskiego ze Słowacją. Cztery miesiące później zadebiutował w reprezentacji Polski U-21, zdobywając gola w 53. minucie w sparingu z młodzieżową reprezentacji Izraela.
W czerwcu 2017 otrzymał powołanie od selekcjonera Marcina Dorny na Mistrzostwa Europy U-21 2017. Podczas turnieju wystąpił we wszystkich trzech meczach fazy grupowej, jednak jego zespół nie uzyskał awansu do fazy pucharowej.
W maju 2018 znalazł się w szerokiej kadrze seniorskiej reprezentacji na Mistrzostwa Świata 2018 w Rosji, jednak ostatecznie na sam turniej nie otrzymał powołania od selekcjonera Adama Nawałki. Swój debiut w narodowych barwach zaliczył we wrześniu 2018 w meczu towarzyskim z Irlandią, grając na boisku przez 61 minut. 11 października 2018 zdobył swojego pierwszego gola dla reprezentacji Polski w przegranym meczu Ligi Narodów z Portugalią (2:3). Na początku eliminacji ME 2020 w meczach z Austrią (1:0), Macedonią Północną (1:0) oraz Izraelem (4:0 i 2:1) strzelił po jednym golu. Strzelił też po jednym golu w towarzyskich meczach z Finlandią (5:1) oraz Ukrainą (2:0). Z powodu kontuzji Piątek nie pojechał na EURO 2020. Na Mistrzostwach Świata 2022 w Katarze zagrał w drugim meczu grupowym wchodząc na boisko w 71 minucie spotkania w miejsce Arkadiusza Milika w wygranym meczu 2:0 z Arabią Saudyjską oraz w ostatnim meczu grupowym także z ławki rezerwowej w 83 minucie spotkania przegranym 0:2 z Argentyną. Na Mistrzostwach Europy 2024 w Niemczech strzelił gola w drugim meczu grupowym przegranym z Austrią 1:3.

## Statystyki

### Klubowe
(aktualne na 23 grudnia 2024)
| Klub                | Sezon              | Liga               | Liga  | Liga   | Puchar kraju | Puchar kraju | Europa | Europa | Suma  | Suma   |
| Klub                | Sezon              | Liga               | Mecze | Bramki | Mecze        | Bramki       | Mecze  | Bramki | Mecze | Bramki |
| ------------------- | ------------------ | ------------------ | ----- | ------ | ------------ | ------------ | ------ | ------ | ----- | ------ |
| Lechia Dzierżoniów  | 2012/2013          | III liga           | 6     | 0      | –            | –            | –      | –      | 6     | 0      |
| Zagłębie II Lubin   | 2014/2015          | III liga           | 0     | 0      | 1            | 1            | –      | –      | 1     | 1      |
| Zagłębie Lubin      | 2013/2014          | Ekstraklasa        | 4     | 0      | –            | –            | –      | –      | 4     | 0      |
| Zagłębie Lubin      | 2014/2015          | I liga             | 30    | 8      | 2            | 1            | –      | –      | 32    | 9      |
| Zagłębie Lubin      | 2015/2016          | Ekstraklasa        | 33    | 6      | 3            | 2            | –      | –      | 36    | 8      |
| Zagłębie Lubin      | 2016/2017          | Ekstraklasa        | 5     | 1      | 1            | 0            | 6      | 0      | 12    | 1      |
| Zagłębie Lubin      | Ogólnie            | Ogólnie            | 72    | 15     | 6            | 3            | 6      | 0      | 84    | 18     |
| Cracovia            | 2016/2017          | Ekstraklasa        | 27    | 11     | –            | –            | –      | –      | 27    | 11     |
| Cracovia            | 2017/2018          | Ekstraklasa        | 36    | 21     | 2            | 0            | –      | –      | 38    | 21     |
| Cracovia            | Ogólnie            | Ogólnie            | 63    | 32     | 2            | 0            | 0      | 0      | 65    | 32     |
| Genoa               | 2018/2019          | Serie A            | 19    | 13     | 2            | 6            | –      | –      | 21    | 19     |
| Genoa               | Ogólnie            | Ogólnie            | 19    | 13     | 2            | 6            | 0      | 0      | 21    | 19     |
| Milan               | 2018/2019          | Serie A            | 18    | 9      | 3            | 2            | –      | –      | 21    | 11     |
| Milan               | 2019/2020          | Serie A            | 18    | 4      | 2            | 1            | –      | –      | 20    | 5      |
| Milan               | Ogólnie            | Ogólnie            | 36    | 13     | 5            | 3            | 0      | 0      | 41    | 16     |
| Hertha              | 2019/2020          | Bundesliga         | 15    | 4      | 1            | 1            | –      | –      | 16    | 5      |
| Hertha              | 2020/2021          | Bundesliga         | 32    | 7      | –            | –            | –      | –      | 32    | 7      |
| Hertha              | 2021/2022          | Bundesliga         | 9     | 1      | 1            | 0            | –      | –      | 10    | 1      |
| Hertha              | 2022/2023          | Bundesliga         | 0     | 0      | 0            | 0            | –      | –      | 0     | 0      |
| Hertha              | Ogólnie            | Ogólnie            | 56    | 12     | 2            | 1            | 0      | 0      | 58    | 13     |
| Fiorentina (wyp.)   | 2021/2022          | Serie A            | 14    | 3      | 4            | 3            | –      | –      | 18    | 6      |
| Fiorentina (wyp.)   | Ogólnie            | Ogólnie            | 14    | 3      | 4            | 3            | 0      | 0      | 18    | 6      |
| Salernitana (wyp.)  | 2022/2023          | Serie A            | 33    | 4      | 0            | 0            | –      | –      | 33    | 4      |
| Salernitana (wyp.)  | Ogólnie            | Ogólnie            | 33    | 4      | 0            | 0            | 0      | 0      | 33    | 4      |
| İstanbul Başakşehir | 2023/2024          | Süper Lig          | 34    | 17     | 2            | 0            | –      | –      | 36    | 17     |
| İstanbul Başakşehir | 2024/2025          | Süper Lig          | 16    | 12     | 0            | 0            | 12     | 9      | 23    | 15     |
| İstanbul Başakşehir | Ogólnie            | Ogólnie            | 50    | 29     | 2            | 0            | 12     | 9      | 64    | 38     |
| Ogólnie w karierze  | Ogólnie w karierze | Ogólnie w karierze | 349   | 121    | 24           | 17           | 18     | 9      | 392   | 147    |

### Reprezentacyjne
(aktualne na 10 czerwca 2025)
| Reprezentacja | Rok     | Mecze | Gole |
| ------------- | ------- | ----- | ---- |
| Polska U-20   | 2015    | 3     | 1    |
| Polska U-20   | Ogólnie | 3     | 1    |
| Polska U-21   | 2015    | 4     | 1    |
| Polska U-21   | 2016    | 6     | 1    |
| Polska U-21   | 2017    | 5     | 0    |
| Polska U-21   | Ogólnie | 15    | 2    |
| Polska        |         |       |      |
| 2018          | 2       | 1     |      |
| 2019          | 8       | 4     |      |
| 2020          | 5       | 2     |      |
| 2021          | 6       | 2     |      |
| 2022          | 6       | 2     |      |
| 2024          | 6       | 1     |      |
| 2025          | 4       | 0     |      |
| Ogólnie       | 37      | 12    |      |

| Mecze i gole w reprezentacji | Mecze i gole w reprezentacji | Mecze i gole w reprezentacji | Mecze i gole w reprezentacji | Mecze i gole w reprezentacji | Mecze i gole w reprezentacji | Mecze i gole w reprezentacji |
| Lp.                          | Data                         | Miasto                       | Przeciwnik                   | Gol                          | Wynik                        | Rozgrywki                    |
| ---------------------------- | ---------------------------- | ---------------------------- | ---------------------------- | ---------------------------- | ---------------------------- | ---------------------------- |
| 1.                           | 11.09.2018                   | Wrocław                      | Irlandia                     |                              | 1:1                          | towarzyski                   |
| 2.                           | 11.10.2018                   | Chorzów                      | Portugalia                   | Gol                          | 2:3                          | LN 2018/2019                 |
| 3.                           | 21.03.2019                   | Wiedeń                       | Austria                      | Gol                          | 1:0                          | el. ME 2020                  |
| 4.                           | 24.03.2019                   | Warszawa                     | Łotwa                        |                              | 2:0                          | el. ME 2020                  |
| 5.                           | 07.06.2019                   | Skopje                       | Macedonia Północna           | Gol                          | 1:0                          | el. ME 2020                  |
| 6.                           | 10.06.2019                   | Warszawa                     | Izrael                       | Gol                          | 4:0                          | el. ME 2020                  |
| 7.                           | 06.09.2019                   | Lublana                      | Słowenia                     |                              | 0:2                          | el. ME 2020                  |
| 8.                           | 10.10.2019                   | Ryga                         | Łotwa                        |                              | 3:0                          | el. ME 2020                  |
| 9.                           | 13.10.2019                   | Warszawa                     | Macedonia Północna           |                              | 2:0                          | el. ME 2020                  |
| 10.                          | 16.11.2019                   | Jerozolima                   | Izrael                       | Gol                          | 2:1                          | el. ME 2020                  |
| 11.                          | 04.09.2020                   | Amsterdam                    | Holandia                     |                              | 0:1                          | LN 2020/2021                 |
| 12.                          | 07.10.2020                   | Gdańsk                       | Finlandia                    | Gol                          | 5:1                          | towarzyski                   |
| 13.                          | 14.10.2020                   | Wrocław                      | Bośnia i Hercegowina         |                              | 3:0                          | LN 2020/2021                 |
| 14.                          | 11.11.2020                   | Chorzów                      | Ukraina                      | Gol                          | 2:0                          | towarzyski                   |
| 15.                          | 18.11.2020                   | Chorzów                      | Holandia                     |                              | 1:2                          | LN 2020/2021                 |
| 16.                          | 25.03.2021                   | Budapeszt                    | Węgry                        | Gol                          | 3:3                          | el. MŚ 2022                  |
| 17.                          | 28.03.2021                   | Warszawa                     | Andora                       |                              | 3:0                          | el. MŚ 2022                  |
| 18.                          | 31.03.2021                   | Londyn                       | Anglia                       |                              | 1:2                          | el. MŚ 2022                  |
| 19.                          | 09.10.2021                   | Warszawa                     | San Marino                   | Gol                          | 5:0                          | el. MŚ 2022                  |
| 20.                          | 12.11.2021                   | Andora                       | Andora                       |                              | 4:1                          | el. MŚ 2022                  |
| 21.                          | 15.11.2021                   | Warszawa                     | Węgry                        |                              | 1:2                          | el. MŚ 2022                  |
| 22.                          | 24.03.2022                   | Glasgow                      | Szkocja                      | Gol                          | 1:1                          | towarzyski                   |
| 23.                          | 11.06.2022                   | Rotterdam                    | Holandia                     |                              | 2:2                          | LN 2022/2023                 |
| 24.                          | 25.09.2022                   | Cardiff                      | Walia                        |                              | 1:0                          | LN 2022/2023                 |
| 25.                          | 16.11.2022                   | Warszawa                     | Chile                        | Gol                          | 1:0                          | towarzyski                   |
| 26.                          | 26.11.2022                   | Ar-Rajjan                    | Arabia Saudyjska             |                              | 2:0                          | MŚ 2022                      |
| 27.                          | 30.11.2022                   | Doha                         | Argentyna                    |                              | 0:2                          | MŚ 2022                      |
| 28.                          | 26.03.2024                   | Cardiff                      | Walia                        |                              | 0:0(k. 5:4)                  | el. ME 2024 Baraże finał     |
| 29.                          | 10.06.2024                   | Warszawa                     | Turcja                       |                              | 2:1                          | towarzyski                   |
| 30.                          | 21.06.2024                   | Berlin                       | Austria                      | Gol                          | 1:3                          | ME 2024                      |
| 31.                          | 05.09.2024                   | Glasgow                      | Szkocja                      |                              | 3:2                          | LN 2024/2025                 |
| 32.                          | 12.10.2024                   | Warszawa                     | Portugalia                   |                              | 1:3                          | LN 2024/2025                 |
| 33.                          | 15.11.2024                   | Porto                        | Portugalia                   |                              | 1:5                          | LN 2024/2025                 |
| 34.                          | 21.03.2025                   | Warszawa                     | Litwa                        |                              | 1:0                          | el. MŚ 2026                  |
| 35.                          | 24.03.2025                   | Warszawa                     | Malta                        |                              | 2:0                          | el. MŚ 2026                  |
| 36.                          | 06.06.2025                   | Chorzów                      | Mołdawia                     |                              | 2:0                          | towarzyski                   |
| 37.                          | 10.06.2025                   | Helsinki                     | Finlandia                    |                              | 1:2                          | el. MŚ 2026                  |

## Sukcesy

### Zagłębie Lubin
- Mistrzostwo I ligi: 2014/2015

### Indywidualne
- Król strzelców Pucharu Włoch: 2018/2019 (8 goli)

### Rekordy
- Najskuteczniejszy zawodnik z ławki rezerwowych w historii reprezentacji Polski: 6 goli[51]

## Życie prywatne
Od 2013 związany jest z Pauliną Piątek (z domu Procyk), z którą wziął ślub w 2019. Para nie ma dzieci. 